# Терентьев, Леонид Леонидович
Леонид Леонидович Терентьев (1904—1974) — советский хозяйственный, государственный и политический деятель.

## Биография
Родился в 1904 году в Казани. Член ВКП(б) с 1940 года.
С 1919 года — на хозяйственной, общественной и политической работе. В 1919—1962 гг. — слесарь, помощник машиниста паровозного депо Казани, на рабфаке Казанского университета, окончил Томский технологический институт, заместитель начальника паровозного цеха Коломенского завода, начальник штаба в Бресте и Белостоке, заместитель главного инженера Коломенского завода, заместитель инженера, главный инженер завода № 38 в Кирове, главный инженер Коломенского паровозостроительного завода, председатель СНХ Пензенского экономического административного района.
Избирался депутатом Верховного Совета РСФСР 5-го созыва.
Умер в 1974 году.